# 稲畑廣太郎
稲畑 廣太郎（いなはた こうたろう、1957年5月20日 - ）は、日本の俳人。母は稲畑汀子。曾祖父に高浜虚子、稲畑勝太郎。祖父は高浜年尾。伯母は坊城中子。従弟は坊城俊樹。大叔母は星野立子、高木晴子、上野章子。従伯母は星野椿。再従兄は星野高士。再従姪は星野愛。大叔父に稲畑太郎、池内友次郎。

## 略歴
兵庫県芦屋市生まれ。幼少時より母・汀子について俳句に親しむ。甲南幼稚園、甲南小学校、甲南中学校・高等学校を経て、1982年に甲南大学経済学部を卒業後、合資会社ホトトギス社入社により本格的に俳句を志す。1988年「ホトトギス」同人、同誌編集長。2000年虚子記念文学館理事、2001年日本伝統俳句協会常務理事。2005年「ホトトギス」雑詠選者及び副主宰。2013年10月、汀子より引継ぎ「ホトトギス」主宰に就任。クラシック音楽の愛好家で俳句にも音楽を詠み込んだ句がある。句集に『玉箒』『半分』『八文の六』、著書に『曽祖父虚子の一句』。
2017年、『玉箒』で第2回加藤郁乎記念賞を受賞。

## 著書
- 『廣太郎句集』(花神俊英叢書)花神社 2001
- 『半分 句集』日本伝統俳句作家叢書 朝日新聞社 2002
- 『曽祖父虚子の一句』俳句入門シリーズ ふらんす堂 2002
- 『八分の六 句集』(角川21世紀俳句叢書)角川書店 2009
- 『玉箒 稲畑廣太郎句集』ふらんす堂 2016
- 『閏 俳句日記2016』ふらんす堂, 2018.4

### 編著
- 『伝統俳句の一〇〇人』編 東京四季出版 2000
- 『現代一〇〇名句集』全10巻 小澤克己,川名大,筑紫磐井,村上護共編 東京四季出版 2004-05